# Далхаузи (Си-Трейн)
Далхаузи (англ. Dalhousie station) — станция легкорельсового транспорта Си-Трейнп в Калгари, Альберта, Канада. Расположенная в районе Далхаузи, она обслуживает северо-западную линию (маршрут 201). Она открылась 15 декабря 2003 года и была конечной станцией линии до 14 июня 2009 года.
Станция расположена в центре Crowchild Trail, к востоку от 53 Street North и в 9 км к северо-западу от 7 Avenue & 9 Street SW. Станция открылась 15 декабря 2003 года как часть продления северо-западной линии на 2,8 км и стала первой станцией Си-Трейна, открывшейся на четырёхместной платформе. С тех пор все новые станции открывались на четырёхместных платформах.
В 2008 году станция регистрировала в среднем 18 300 посадок в рабочие дни.